# Działoszyn (gmina)
Działoszyn – gmina miejsko-wiejska w Polsce położona w województwie łódzkim, w powiecie pajęczańskim. W latach 1975–1998 gmina administracyjnie należała do województwa sieradzkiego.
Siedziba gminy to Działoszyn.
Według danych z 31 grudnia 2007 gminę zamieszkiwało 12926 osób. Natomiast według danych z 31 grudnia 2019 roku gminę zamieszkiwały 12 444 osoby.
Za Królestwa Polskiego gmina należała do powiatu wieluńskiego w guberni kaliskiej. 31 maja 1870 do gminy przyłączono pozbawiony praw miejskich Działoszyn.

## Struktura powierzchni
Według danych z roku 2007 gmina Działoszyn ma obszar 120,92 km², w tym:
- użytki rolne: 61%
- użytki leśne: 28%.

Gmina stanowi 15,04% powierzchni powiatu pajęczańskiego.

## Demografia

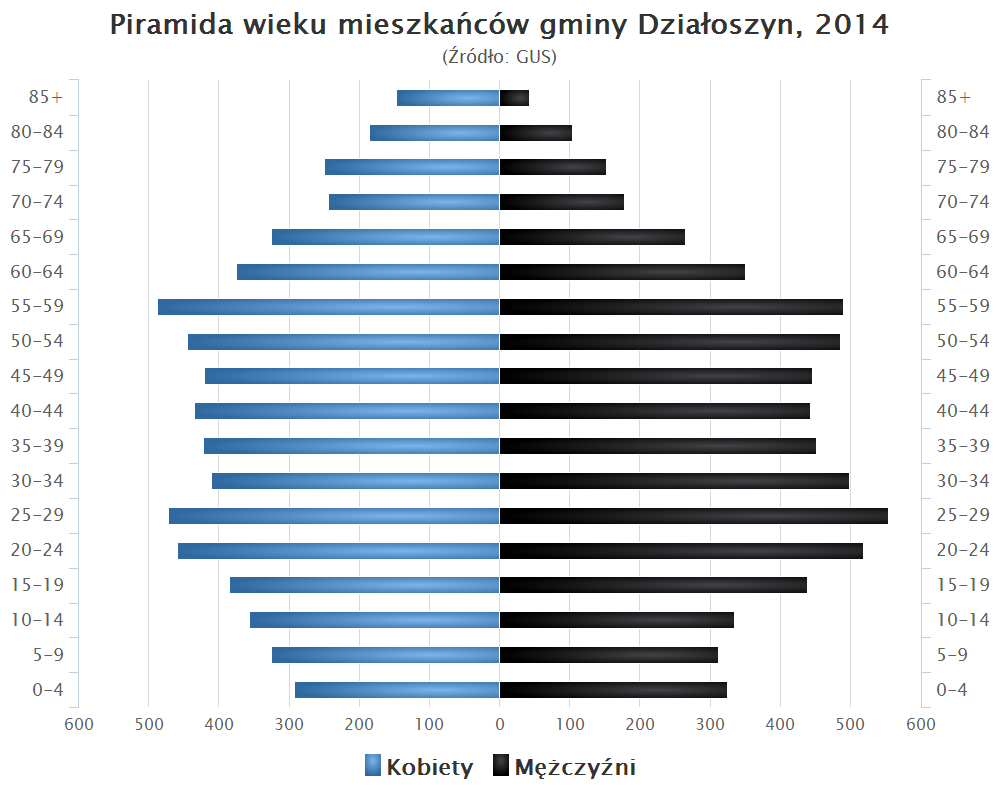
Piramida wieku mieszkańców gminy Działoszyn w 2014 roku

Dane z 31 grudnia 2007:
| Opis                              | Ogółem | Ogółem | Kobiety | Kobiety | Mężczyźni | Mężczyźni |
| --------------------------------- | ------ | ------ | ------- | ------- | --------- | --------- |
| jednostka                         | osób   | %      | osób    | %       | osób      | %         |
| populacja                         | 12 926 | 100    | 6470    | 50,1    | 6456      | 49,9      |
| gęstość zaludnienia (mieszk./km²) | 107    | 107    | 54      | 54      | 53        | 53        |

## Rezerwaty przyrody
Na terenie gminy znajdują się następujące rezerwaty przyrody:
- rezerwat przyrody Dąbrowa w Niżankowicach – chroni mozaikę ekosystemów leśnych, w tym rzadkich w Polsce świetlistej i kwaśnej dąbrowy na granicy zasięgów geograficznych,
- rezerwat przyrody Węże – chroni wapienne wzgórze (ostaniec jurajski) z systemem jaskiń zawierających formy naciekowe oraz z lejami krasowymi, w których zachowały się szczątki zwierząt plioceńskich, a także ciepłolubne zbiorowiska roślinne.

## Miejscowości

### Sołectwa
Bobrowniki, Draby, Grądy, Kolonia Lisowice, Lisowice, Niżankowice, Posmykowizna, Raciszyn, Sadowiec-Wieś, Sadowiec-Wrzosy, Szczepany, Szczyty, Trębaczew, Zalesiaki, Zalesiaki-Pieńki.

### Pozostałe miejscowości
Bugaj, Kabały, Kapituła, Kiedosy, Młynki, Patoki Małe, Pieńki, Sadowiec-Niwa, Sadowiec-Pieńki, Sęsów, Szczyty-Błaszkowizna, Tasarze, Węże, Wójtostwo.

## Sąsiednie gminy
Lipie, Pajęczno, Pątnów, Popów, Siemkowice, Wierzchlas